# G.719
G.719는 고품질, 중간 비트레이트(32에서 128 kbit/s)를 제공하는 ITU-T 표준 오디오 코덱이다.

## 라이선스
G.719는 폴리컴 사와 에릭슨 사가 라이선스를 갖고 있다. 코덱을 사용하기 위해서는 두 라이선스 모두 필요하다. 폴리컴 라이선스는 또한 G.722.1(사이렌7, 폴리컴의 7 kHz 코덱)과 G.722.1 부록 C(사이렌14, 14 kHz 이퀴발란트)를 사용할 권리를 받았다.

## 같이 보기
- 오디오 파일 포맷
- 코덱